# Hornets de Toledo
Les Hornets de Toledo sont une franchise professionnelle de hockey sur glace qui évolua dans la  Ligue internationale de hockey.

## Historique
La franchise fut créée en 1970 à la suite de la vente des Blades de Toledo et évolua dans la LIH jusqu'en 1974, année où l'équipe fut renommé les Goaldiggers de Toledo.

### Saison en LIH
| Saison    | PJ | V  | D  | N  | Pts | Classement              | Séries éliminatoires | Entraîneur    |
| --------- | -- | -- | -- | -- | --- | ----------------------- | -------------------- | ------------- |
| 1970-1971 | 72 | 17 | 44 | 11 | 45  | 7e rang LIH             | n/d                  | Bill Mitchell |
| 1971-1972 | 72 | 26 | 46 | 0  | 52  | 4e place, division Nord | Hors des séries      | Bill Needham  |
| 1972-1973 | 74 | 36 | 33 | 5  | 77  | 3e place, division Nord | n/d                  | Fred Burchell |
| 1973-1974 | 76 | 33 | 42 | 1  | 67  | 3e place, division Nord | n/d                  | Fred Burchell |